# King Cove
King Cove és una població dels Estats Units a l'estat d'Alaska. Segons el cens del 2007 tenia 807 habitants.

## Demografia
Segons el cens del 2000, King Cove tenia 792 habitants, 170 habitatges, i 116 famílies La densitat de població era de 12,1 habitants/km².
Dels 170 habitatges en un 45,3% hi vivien nens de menys de 18 anys, en un 46,5% hi vivien parelles casades, en un 15,9% dones solteres, i en un 31,2% no eren unitats familiars. En el 25,3% dels habitatges hi vivien persones soles el 2,9% de les quals corresponia a persones de 65 anys o més que vivien soles. El nombre mitjà de persones vivint en cada habitatge era de 2,9 i el nombre mitjà de persones que vivien en cada família era de 3,53.
Per edats la població es repartia de la següent manera: un 21,3% tenia menys de 18 anys, un 11,9% entre 18 i 24, un 41% entre 25 i 44, un 22,7% de 45 a 60 i un 3% 65 anys o més.
L'edat mediana era de 35 anys. Per cada 100 dones hi havia 147,5 homes. Per cada 100 dones de 18 o més anys hi havia 166,2 homes.
La renda mediana per habitatge era de 45.893 $ i la renda mediana per família de 47.188 $. Els homes tenien una renda mediana de 30.714 $ mentre que les dones 19.125 $. La renda per capita de la població era de 17.791 $. Aproximadament el 3,3% de les famílies i l'11,9% de la població estaven per davall del llindar de pobresa.

## Poblacions més properes
El següent diagrama mostra les poblacions més properes.